# Marie-Thérèse de Soubiran
Thérèse de Soubiran (Castellnou d'Arri, Aude, Llenguadoc-Rosselló, 16 de maig de 1834 - París, 7 de juny de 1889) fou una religiosa francesa, fundadora de la congregació de les Germanes de Maria Auxiliadora. És venerada com a beata per l'Església catòlica. El 20 d'octubre de 1946, fou beatificada per Pius XII a Roma. La seva festa litúrgica és el 7 de juny.

## Biografia
Sophie-Thérèse de Soubiran La Louvière nasqué en una família aristocràtica del sud de França, profundament cristiana. Educada en aquest esperit, aviat manifestà el desig de fer vida religiosa. Als vint anys, entra en un beateri de beguines a Gant (Flandes), però només un anys
 després torna a França, on vol crear una institució similar. El 14 de novembre de 1854, amb unes companyes, comença a viure en comunitat al seu poble, Castellnou d'Arri, en el beateri del Bon Socors. Hi fant una vida de pobresa, pregària i treball, però sense fer vots públics, com a laiques, i acullen joves pobres per educar-les. De fet, les germanes s'organitzaven en dos grups: les beguines dedicades a l'adoració del Santíssim Sagrament i la pregària, i les "dames auxiliars" dedicades a les obres de caritat. Poc després d'obrir-la, la casa és destruïda per un incendi.
Sophie-Thérèse marxa a Tolosa en 1864 i hi fa un retir de trenta dies. En ells, decideix de continuar el camí emprès, modificant alguns aspectes de la fundació. L'ajuda el jesuïta Paul Ginhac i obren la casa de Sainte-Marie-du-Béguinage. Se n'encarregarà una congregació de germanes, amb vots simples, i hi adopta una espiritualitat ignasiana i la dedicarà a la pregària (l'adoració perpètua del Santíssim) i l'apostolat actiu (l'ajut a les joves obreres); consagra l'institut a Maria, mare de Jesús, de manera que totes les germanes durien també el nom de Maria: ella mateixa prengué el nom de Maria Teresa.
Aprovada pel bisbe de Tolosa en 1867 i per la Santa Seu l'any següent, prengué el nom de Companyia de Maria Auxiliadora i, després, Congregació de les Germanes de Maria Auxiliadora. L'objectiu és donar suport a les joves d'entre catorze i vint-i-cinc anys, especialment les que, sense família ni recursos, viuen en ciutats grans i treballen en fàbriques i tallers en males condicions. De la casa de Tolosa, la congregació es difon per França i, des de 1870, per Anglaterra. Un conflicte intern fa que sigui substituïda al davant de la congregació i expulsada.
En 1874, arriba a París i és acollida per les germanes de Notre-Dame de Charité, de la congregació de Germanes de la Mare de Déu de la Caritat del Bon Pastor, continuadores de la fundada per Jean Eudes. Primer com a pensionada, al final de 1874 s'hi feu postulant i el 20 d'abril de 1875 prengué l'hàbit i el nom de Sor Maria del Sagrat Cor, professant-hi com a germana d'aquesta congregació el 29 de juny de 1877.
Hi viu com una germana més fins a la seva mort, el 7 de juny de 1889. L'any següent, la nova superiora de les Germanes de Maria Auxiliadora rehabilità la memòria de la fundadora.